# راسيم قرة
راسيم قرة (بالتركية: Rasim Kara)‏ (10 يونيو 1950 بإسكي شهر في تركيا - ) هو مدرب كرة قدم ولاعب كرة قدم تركي في مركز حراسة المرمى. شارك مع منتخب تركيا تحت 21 سنة لكرة القدم ومنتخب تركيا لكرة القدم. أما مع النوادي، فقد لعب مع بورصا سبور ونادي بشكتاش وUşakspor ‏.

## وصلات خارجية
- راسيم قرة على موقع اتحاد تركيا (لاعب) (الإنجليزية)
- راسيم قرة على موقع اتحاد تركيا (مدرب) (الإنجليزية)
- راسيم قرة على موقع قاعدة بيانات كرة القدم.إي يو (الإنجليزية)
- راسيم قرة على موقع عالم كرة القدم.نت (الإنجليزية)